# Eudonia
Eudonia é um gênero de mariposa pertencente à família Crambidae.